# Douzième nuit
La douzième nuit (également connue sous le nom de nuit des rois ou appelée plus simplement veille de l'Épiphanie selon la tradition) est une fête chrétienne qui a lieu la dernière nuit des douze jours de Noël, marquant l'arrivée de l'Épiphanie. Selon les traditions, elle est célébrée le 5 janvier ou le 6 janvier, selon que le décompte des nuits commence le jour de Noël ou le 26 décembre,,. La fête de l'Épiphanie, qui marque le début de la saison de l'Épiphanie,, est célébrée le 6 janvier.

## Célébration
La célébration de cette fête inclut la préparation de la couronne ou de la galette des rois, des chants de Noël et des festins, la bénédiction de la craie, et des services religieux,. Une tradition populaire consistait également à cacher un haricot et un petit pois à l'intérieur de la couronne ou de la galette préparée. Ainsi, « l'homme qui trouve le haricot dans sa part de gâteau devient roi pour la nuit tandis que la dame qui trouve un petit pois dans sa part de gâteau devient reine pour la nuit ».
Surtout, il est d'usage de retirer ce jour-là toutes les décorations de Noël. Une superstition dans certains pays anglophones suggère qu'il est malchanceux de les laisser suspendues après la douzième nuit. D'autres traditions situent toutefois ce retrait à la Chandeleur (qui marque la fin de l'Épiphanie le 2 février), au Vendredi saint, au Mardi gras ou à la Septuagésime.

## Origines et histoire
En 567 après J.-C., le concile de Tours « proclama les douze jours de Noël à l'Épiphanie comme une période sacrée et festive, et instaura le devoir de jeûner pendant l'Avent en préparation de la fête,,, ». Christopher Hill ainsi que William J. Federer déclarent que cette proclamation visait à résoudre le « problème administratif de l'Empire romain alors qu'il essayait de coordonner le calendrier solaire julien avec les calendriers lunaires de ses provinces de l'Est, ».
Dans l'Angleterre médiévale et de la période Tudor, la Chandeleur marquait traditionnellement la fin de la saison de Noël. Ce n'est que plus tard que la douzième nuit fut célébrée comme la fin de la période de Noël, et le début d'une nouvelle saison, celle de l'Épiphanie, qui s'étendait jusqu'à la Chandeleur.